# Nextcloud
Nextcloudは、オンラインストレージの作成と使用のためのクライアント・サーバ型のソフトウェアである。機能的にはDropboxに似ているが、Dropboxはオフプレミスのオンラインストレージサービスは提供しない。Nextcloudはフリーかつオープンソースなので、誰でも自分のプライベートサーバにインストールして利用することができる。
Dropboxのようなプロプライエタリなサービスとは異なり、Nextcloudのようなオープンアーキテクチャではアプリケーションの形でサーバに機能を追加することができ、ユーザーがデータを完全に自身の制御下に置くことができる。
NextcloudはownCloudの作者であるフランク・カーリチェックによって、ownCloudからフォークして誕生した。Nextcloudはカーリチェックやその他のオリジナルのownCloudの開発チームのメンバーによって積極的に開発されている。

## 特徴
Nextcloudではファイルは通常のディレクトリ構造で保存されており、WebDAVを介してアクセスすることができる。ファイルは転送時に暗号化され、保存されているファイルに対してもオプションで暗号化することができる。Nextcloudはデスクトップクライアントまたはモバイルクライアントによってローカルのファイルと同期することができる。
NextcloudはOpenIDまたはLDAPを介してユーザーとグループの管理ができる。ユーザーとグループの間の読み書き権限を定義してファイルを共有することができる。また、Nextcloudユーザーはファイル共有時に公開URLを作成することができる。ファイルに対する行動の記録や、ファイルアクセスルールに基づいてファイルへのアクセスを禁止することもできる。
Nextcloudはモニタリング機能・全文検索・ケルベロス認証・音声/ビデオ会議・拡張された連合・UIの改善などの新たな機能が追加されている。
Nextcloudはモジュール式なので、プラグインによって機能を拡張することができる。プラグインの開発者は、Nextcloudの開発元が提供するプラットフォームを通して、他のユーザーに拡張機能を提供することができる。このプラットフォームはオープンプロトコルを介してNextcloudインスタンスと通信をする。このApp Storeには既に200を超える拡張機能が存在する。これらによって以下の機能を実装することができる。
- カレンダー (CalDAV)
- アドレス帳 (CardDAV)
- ストリーミングメディア (Ampache（英語版）)
- ブラウザベースのテキストエディタ
- ブックマークサービス
- 短縮URLスイート
- ギャラリー
- RSSフィードリーダー
- Nextcloud内からのドキュメントビューア
- Dropbox・Google ドライブ・Amazon S3への接続

## アーキテクチャ
ローカルマシンとNextcloudサーバのファイルを同期するには、Windows・macOS・FreeBSD・Linuxで動作するデスクトップクライアントか、Android・iOSで動作するモバイルクライアントが利用できる。ファイルやその他のデータ (カレンダー・アドレス帳・ブックマークなど) は、ウェブブラウザを使用してアクセス・管理・アップロードすることもできる。サーバのファイルシステムへの更新は、接続されている全てのデバイスに反映される。
NextcloudのサーバサイドソフトウェアはPHPとJavaScriptで書かれている。リモートアクセスにはオープンソースのWebDAVサーバであるsabre/davを使用する。NextcloudはSQLite・MariaDB・MySQL・Oracle Database・PostgreSQLなどのデータベース管理システムと連携するように設計されている。
Nextcloud 12では何億ものユーザーに対応することを目標にGlobal Scaleという新たなアーキテクチャが開発された。このアーキテクチャでは、ユーザーを別々のノードに分割し、それらの間の相互作用を管理するためのコンポーネントを導入する。

## Nextcloud Box
2016年9月、Nextcloudはウェスタン・デジタル・ラボとカノニカルと共同で、Nextcloud Boxをリリースした。この発表はカノニカルのCEOのジェーン・シルバーとフランク・カーリチェックによって行われた。Nextcloud BoxはSnapを利用するUbuntu Coreが動作するRaspberry Piをベースとしている。これはその他のベンダーのためのリファレンス実装となることを意図していた。2017年6月にウェスタン・デジタルがウェスタン・デジタル・ラボを閉鎖したことによって製造を終了した。
代替ハードウェアとしては以下が入手可能である。
- Raspberry Piと他のボードをベースとしたいくつかのDIYキット
- Next Unit of Computing（英語版）に基づいて完全に構成されたサーバ

その他にも発表されている。

## 歴史
2016年4月にカーリチェックとその他の幾人かの開発者がownCloud, Incを去った。ownCloudコミュニティに近い情報筋曰く、これにはownCloudスタッフの何人かが含まれていた。
カーリチェックのブログには「コミュニティの所有者は誰なのか?誰がownCloudを所有しているのか?何が理由なのか、短期的なお金か、或いは長期的な責任と成長によるものなのか?」などの質問が寄せられた。これらの質問に対する公式の声明はなかった。しかし、カーリチェックは2018年のFOSDEMカンファレンスでの講演でフォークについて言及し、オープンソース開発者とコミュニティに慣れていないビジネス指向の人々との間の文化的なミスマッチを強調した。
6月2日、フォークの発表から12時間以内に、アメリカのownCloud Inc.は、「アメリカの主要な貸し手は私達に対する信用を取り消した。アメリカ法に基づき、ownCloud Inc.の即座の閉鎖と、8人の従業員の解雇を余儀なくされた。」と述べた。ownCloud Inc.はカーリチェックがownCloudの開発者を密猟したと非難したが、Arthur SchiwonなどのNextcloud開発者は「ownCloud Inc.の全てが想像通りに進化したわけではないので辞任することにした。」と述べた。ownCloud GmbHは事業を継続し、新規投資家からの資金調達を行い、ownCloud Inc.の事業を引き継いだ。

## ownCloudとの違い
NextcloudはownCloudからフォークしたプロジェクトであるが、現在では多くの違いがある。ownCloudはオープンソースのコミュニティ版以外にも、追加機能とサブスクリプション方式のサポート付きのプロプライエタリな商用版も存在する。Nextcloudには複数のエディションは存在せず、オープンソースのエディションだけが存在する。Google Trendsのデータに基づくと、NextcloudはownCloudよりも人気である。

## バージョン履歴
| バージョン                                               | 初版リリース日 | 最新版  | リリース日 | 主な特徴                                                                                   |
| -------------------------------------------------------- | -------------- | ------- | ---------- | ------------------------------------------------------------------------------------------ |
| 9                                                        | 2016年6月14日  | 9.0.58  | 2017-04-24 |                                                                                            |
| 10                                                       | 2016年8月25日  | 10.0.6  | 2017-08-07 |                                                                                            |
| 11                                                       | 2016年12月13日 | 11.0.8  | 2018-03-15 |                                                                                            |
| 12                                                       | 2017年5月22日  | 12.0.13 | 2018-11-22 |                                                                                            |
| 13                                                       | 2018年2月6日   | 13.0.12 | 2019-02-29 | UIの改善、動画とテキストによるチャット、エンドツーエンド暗号化、パフォーマンスの改善       |
| 14                                                       | 2018年9月10日  | 14.0.14 | 2019-08-16 | 動画検証、SignalとTelegramによる二要素認証のサポート、コラボレーションの改善、GDPRへの対応 |
| 15                                                       | 2018年12月10日 | 15.0.14 | 2019-12-20 | Mastodonを統合、PDFの変換、Collabora Onlineによる共同編集                                  |
| 16                                                       | 2019年4月25日  | 16.0.11 | 2020-06-04 |                                                                                            |
| 17                                                       | 2019年9月30日  | 17.0.10 | 2020-10-08 |                                                                                            |
| 18                                                       | 2020年1月17日  | 18.0.14 | 2021-01-27 |                                                                                            |
| 19                                                       | 2020年6月3日   | 19.0.13 | 2021-07-01 |                                                                                            |
| 20                                                       | 2020年10月3日  | 20.0.14 | 2021-11-11 |                                                                                            |
| 21                                                       | 2021年2月22日  | 21.0.9  | 2022-02-15 |                                                                                            |
| 22                                                       | 2021年7月6日   | 22.2.10 | 2022-07-08 |                                                                                            |
| 23                                                       | 2021年11月30日 | 23.0.12 | 2022-12-08 |                                                                                            |
| 24                                                       | 2022年5月3日   | 24.0.12 | 2023-04-20 |                                                                                            |
| 25                                                       | 2022年10月19日 | 25.0.13 | 2023-10-26 |                                                                                            |
| 26                                                       | 2023年3月21日  | 26.0.13 | 2024-03-28 |                                                                                            |
| 27                                                       | 2023年6月13日  | 27.1.11 | 2024-06-25 |                                                                                            |
| 28                                                       | 2023年12月12日 | 28.0.12 | 2024-12-02 |                                                                                            |
| 29                                                       | 2024年4月24日  | 29.0.9  | 2024-12-02 |                                                                                            |
| 30                                                       | 2024年9月14日  | 30.0.2  | 2024-12-02 |                                                                                            |
| 凡例サポート終了サポート中現行バージョン最新プレビュー版 |                |         |            |                                                                                            |